# Gaitelgrima von Salerno und Sarno
Gaitelgrima (* vor 1047; † nach 1086) von Salerno -die Ältere- war eine langobardische Adelige. Sie war die Tochter Waimars IV. des Fürsten von Salerno. Sie ist zu unterscheiden von ihrer jüngeren Schwester Gaitelgrima, der Tochter von Gemma und Schwester von Gisulf und Sikelgaita. Insgesamt war sie dreimal verheiratet. In erster Ehe ab 1046 mit Drogo aus der Familie der Hauteville, in zweiter Ehe mit Robert von Lucera und in dritter Ehe mit Alfred von Sarno.
Nicht zu verwechseln mit Gaitelgrima, der Frau von Jordan I. von Capua.

## Leben
Ihr Geburtsdatum sowie Informationen zu ihrem frühen Leben sind nicht bekannt. Ihr Vater heiratete 1032 oder 1042 seine Frau Gemma. Amatus von Montecassino sprach bei Waimar IV. von einem großen Interesse an Frauen. Eventuell handelte es sich bei ihr um eine uneheliche Tochter. Da sie 1047 verheiratet wurde, muss sie vor diesem Zeitpunkt zur Welt gekommen sein.
1047 wurde sie von ihrem Vater Waimar IV. von Salerno mit Drogo von Hauteville, dem Grafen von Apulien, verheiratet. Waimar verfolgte eine Politik der Annäherung mit den Hauteville und gab ihm über die Hand seiner Tochter hinaus noch die Anerkennung seiner Vorrangstellung vor allen seinen Gefährten und die notwendige politische Unterstützung, um eine Einigung mit Montecassino zu erzielen. Die Ehe war eine kurze, da Drogo im August 1051 ermordet wurde.
Aus dieser Ehe ist nur ein Kind bekannt: Eine Tochter namens Aumburga, deren Geburtsdatum nicht bekannt, aber auf 1046–1051 einzugrenzen ist und die bereits 1101 verstarb, wie man anhand einer Schenkung ihres Halbbruders Richard erkennen kann, der im selben Jahr die Ländereien, die er von ihr geerbt hatte, an die Kathedrale St. Peter in Nicastro spendete, welche Aumburga gegründet hatte.
Nach dem Tod Drogos 1051 heiratete Gaitelgrima erneut. Ihr neuer Mann war Robert von Lucera, Graf von Gargano.
Nach dessen Tod heiratete Gaitelgrima ein drittes Mal, diesmal Graf Affredus von Sarno. Mit ihm gemeinsam hatte sie zwei Söhne: Richard I. Graf von Sarno († 1114) und Affredus. Affredus von Sarno starb vermutlich vor 1081, da Gaitelgrima und ihr Sohn Richard der Abtei Cava Land mit zwei Mühlen spendeten und Richard als ihr Schützer notiert wurde, statt Affredus. 1082 ist Gaitelgrima als Herzogin von Sarno vermerkt.
Nach einer Schenkung vom Januar 1087 an das Kloster La Trinità di Cava, muss Gaitelgrima zu diesem Zeitpunkt noch gelebt haben, da sie im Andenken an Drogo und Affredus dem Kloster Besitzungen schenkte.

## Nachkommen
- Aumburga († 1101)[5]
- Richard († 1114)
- Affredus